# Karimala
Karimala, de vegades transcrita Katimala o Kadimalo, va ser una reina egípcia de la XXI Dinastia. Se la coneix gràcies a un baix relleu trobat al temple de Semna, a Núbia.
Probablement era filla del faraó Osorkon el Vell i l'esposa del faraó Siamon, o del faraó Psusennes II.

## Biografia
Karimala tenia el rar títol de Gran Esposa Reial i Princesa. A l'escena representada a Semna, la reina Karimala està representada amb una doble corona de plomes, un martinet i un vestit llarg. La deessa Isis es troba davant d'ella, acompanyada d'una inscripció llarga, escrita en jeroglífics egipcis, difícil de desxifrar. El text sembla al·ludir a un conflicte entre Makaraixa i un rei sense nom que era el marit de Karimala.
Encara que la datació precisa de la inscripció i, per tant, del govern de Karimala no és segura, es pot suposar que es remunta a la dinastia XXI o XXII de l'antic Egipte. Aquest període, que va dels anys 1000 al 750 aC, es considera un període obscur de la història de Núbia, del qual gairebé no se'n sap res. Aquesta inscripció, però, prova la continuïtat de determinades estructures de poder.

## Noves hipòtesis
L'any 1999, Chris Bennett va plantejar la hipòtesi que Karimala era filla del governant Osorkon el Vell, faraó de la dinastia XXI, que va regnar del 992 al 986 aC. S'anomena tant "Filla del Rei" com "Esposa del Rei", a més el seu nom fa pensar que és d'origen líbi.
Donada la data de la inscripció (un 14è any, és a dir, el catorzè any d'un regnat), podria haver estat l'esposa del faraó Siamon, el faraó més actiu de la dinastia XXI, que va regnar del 986 al 967 aC. aC, o del faraó Psusennes II, l'últim faraó de la mateixa dinastia, que va regnar del 967 al 943 aC.
Chris Bennett està més inclinat a creure que Karimala era l'esposa de Siamon. La raó és que en aquest cas Kariamala podria haver pres el lloc de la filla reial de Cuix, Neskhons, com a figura religiosa destacada després de la mort d'aquesta l'any 5 del regnat del rei Siamon.